# اسلاوچو چرونکوف
اسلاوچو چرونکوف (بلغاری: Славчо Георгиев Червенков؛ زادهٔ ۱۸ سپتامبر ۱۹۵۵) کشتی‌گیر اهل بلغارستان است.
وی در مسابقات کشوری و بین‌المللی در مجموع برندهٔ ۴ مدال نقره شده‌است.